# Бебешко, Сергей Васильевич
Сергей Васильевич Бебешко (укр. Сергій Васильович Бебешко; род. 29 февраля 1968, Новая Каховка, СССР) — советский и украинский гандболист, олимпийский чемпион 1992 года. Заслуженный мастер спорта СССР (1992). Гандбольный тренер.

## Биография
Родился в 1968 году в городе Новая Каховка (Херсонская область). Окончил Киевский ГИФК. Выступал за Вооружённые силы (Киев, Украина).
В сборную СССР входил в 1990—1992 годах. Провёл один матч за национальную сборную Украины — 26 мая 1993 года в отборе к Евро-1994 против команды Дании в Киеве.
После 25 лет проживания в Испании принял гражданство этой страны и вышел из гражданства Украины.
Выступал за клубы:
- СКА (Киев, Украина, 1985—1992),
- «Квенка» (Испания, 1992—1993),
- «Сьюдад-Реаль» (Испания, 1993—2000),
- «Меллия» (Испания, Д2, 2001—март 2002),
- «Виллербанн» (Франция, Д2, март 2002—июнь 2004),
- «Сан Сир Турон» (Д3, Франция, 2004/2005, 2005/2006 — команда вышла в Д2)

Тренерская карьера:
- «Сьюдад-Реаль» (Испания, 2000—2001) — второй тренер,
- «Меллия» (Испания, Д2, 2001— март 2002) — играющий тренер,
- «Форкуса» (Испания, Д2, 2006/2007, 5-е место) — главный тренер,
- «Лабаро» (Толедо, Испания, Д2, 2008/2009 — вывел команду в Лигу АСОБАЛ) — главный тренер
- «Динамо» (Минск, Беларусь, 2009—2013, четырёхкратный чемпион Беларуси, дважды обладатель Кубка Беларуси, 1/8 финала Лиги чемпионов) — главный тренер[5]
- «Мотор» (Запорожье, Украина, 2013—2015, чемпион Украины, 1/8 финала Лиги чемпионов) — главный тренер
- «БГК им. А. П. Мешкова» (Брест, Беларусь, 2015—2018) — главный тренер
- Сборная Украины (2018—2020)
- «Дунэря»[англ.] (2018—2019)[6]
- «Донские казаки – ЮФУ» (2021—2022)[1][7]. Покинул клуб в 2022 году после начала военного вторжения России на Украину[8].
- «Азоты-Пулавы»[пол.] (2023—2024)[9][10]
- «Бузэу»[англ.] (с 2024)[11][12]

## Достижения
Игрока

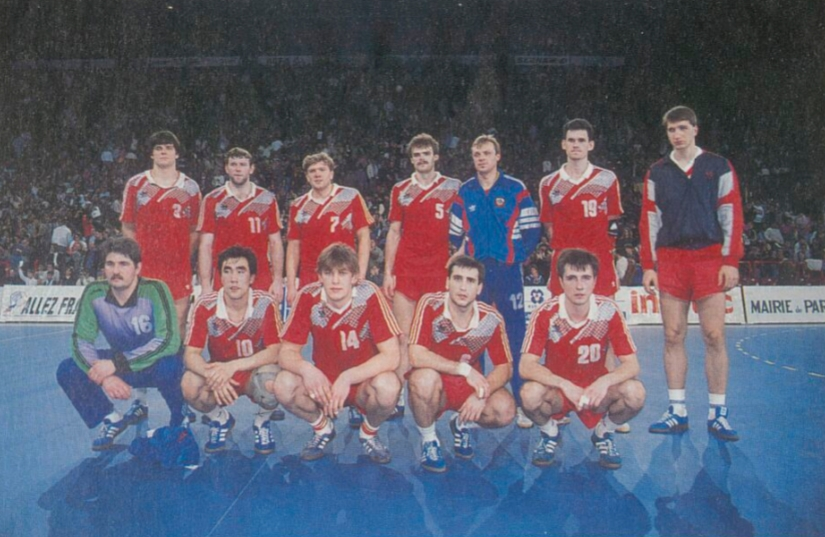
Объединённая команда в 1992 году,
третий слева стоя — Сергей Бебешко

- Чемпион мира среди молодёжи (1989)
- Олимпийский чемпион (1992)
- Чемпион Украины (1992)[13]